# دعبل (اسم)
دعبل هو اسم علم مذكر من أصل عربي، ومعناه هو بيض الضفادع الناقة القوية، اشتهر به الشاعر دعبل الخزاعي (ت 246هـ).

## شخصيات تحمل الاسم
- دعبل الخزاعي (شاعر عراقي، 765 – )

## وصلات خارجية
- موسوعة السلطان قابوس لأسماء العرب نسخة محفوظة 5 أبريل 2019 على موقع واي باك مشين.